# Малая Рошня
Малая Рошня — река в России, протекает по территории Ачхой-Мартановского и Урус-Мартановского районов Чеченской Республики. Длина реки составляет 13 км. Площадь водосборного бассейна — 38,8 км².
Начинается в горном урочище Якча. Течёт в общем северном направлении, сначала по горам, затем по буково-грабовому лесу. Сливаясь с Большой Рошней на высоте около 481 метра над уровнем моря, образует реку Рошня. На реке населённых пунктов нет, в верховьях имеются развалины Яхкачара, Хоч-Коч.

## Данные водного реестра
По данным государственного водного реестра России относится к Западно-Каспийскому бассейновому округу, водохозяйственный участок реки — Сунжа от истока до города Грозный. Речной бассейн реки — Реки бассейна Каспийского моря междуречья Терека и Волги.
Код объекта в государственном водном реестре — 07020001112108200005765.